# Свърлиг
Свърлиг (на сръбски: Сврљиг или Svrljig) е град в Тимошко, Източна Сърбия. Градът е център на община Свърлиг в Нишавски окръг.

## География
Градът е разположен на река Свърлижки Тимок на 30 километра източно от град Ниш.

## История
Свърлиг се споменава в документ от 1019 година като част от Нишката епархия на Охридската архиепископия.
От град Свърлиг произхождат т. нар. Свърлижки листове — старобългарски писмен паметник, датиращ от 1279 година.

## Население
Според преброяването на населението през 2002 година Свърлиг има 7705 жители.
Етнически състав:
- сърби – 7475 жители (97,01%)
- цигани – 69 жители (0,89%)
- черногорци – 11 жители (0,14%)
- македонци – 7 жители (0,09%)
- българи – 7 жители (0,09%)
- други – 12 жители (0,13%)
- недекларирали – 112 жители (1,45%)

## Личности
Родени в Свърлиг
- Михайло Ристич (1854-1916), сръбски четнически войвода